# Людвик Синовець
Людвик Синовець (пол. Ludwik Synowiec, 19 січня 1958, Катовиці — 21 грудня 2022) — польський хокеїст, що грав на позиції захисника. Грав за збірну команду Польщі.
За фахом інженер-гірник та металург, закінчив Сілезький технічний університет.

## Ігрова кар'єра
Професійну хокейну кар'єру розпочав 1977 року.
Протягом професійної клубної ігрової кар'єри, що тривала 16 років, захищав кольори команд «Напшуд Янув», ГКС (Тихи) та «Кассель Хаскіс». На аматорському рівні грав до 2010 року включно в складі німецьких клубів.
У складі національної збірної Польщі провів 82 матчі закинув 5 шайб; учасник 5-х чемпіонатів світу, двічі брав участь в зимових Олімпіадах 1980 та 1984 років. 